# Le Parthénon
Pour l’article homonyme, voir Parthénon.

Le Parthénon est une revue littéraire parisienne publiée entre 1911 et 1939 puis en 1947-1948.
Elle se présentait comme une « revue politique et littéraire indépendante » ou « revue bimensuelle indépendante politique, scientifique et littéraire », ou encore « Organe d'action féministe, revue indépendante, scientifique et littéraire ».
Sa directrice-fondatrice est la Baronne H. L. Brault.
Dans son comité de rédaction figurent notamment Guillaume Apollinaire, René Gillouin, Georges Duhamel, Jean Giraudoux, Jules Romains et Henri Massis.